# Parrocchia di Hanover
La parrocchia di Hanover (in lingua inglese Hanover Parish) è una delle quattordici parrocchie civili della Giamaica, è situata nella parte più nord-occidentale dell'isola e fa parte della Contea di Cornwall con 70 094 abitanti (dato 2009).
Nella parrocchia sono nati l'ex primo ministro giamaicano Alexander Bustamante e il musicista e produttore reggae Lee Perry.

## Storia
La parrocchia nasce il 12 novembre 1723 e prende il nome dal monarca britannico Giorgio I, membro della casata tedesca degli Hanover. Nel diciottesimo secolo è un'importante regione per la produzione di zucchero, e Lucea, il capoluogo, diventa un importante porto e mercato per questo prodotto. Molti ebrei europei si sono trasferiti nella parrocchia come mercanti, orafi o calzolai.
Nel 1834 la Giamaica ottiene la separazione dall'Inghilterra e la parrocchia di Hanover diventa un fiorente porto, utilizzato soprattutto per l'esportazione delle banane. Il porto è stato chiuso nel 1983.

## Geografia fisica
Il capoluogo è la città di Lucea situata a 18°25' di latitudine nord e a 78°8' a latitudine ovest. Il territorio, in prevalenza montagnoso, confina con la parrocchia di Saint James ad est e con quella di Westmoreland a sud. La parrocchia ha alcune cascate, grotte e, lungo la costa, diverse insenature. Altro centro importante è Negril.